# Pierre Jolivet
Pierre Jolivet (Saint-Mandé, 9 d'octubre de 1952) és un director, guionista i actor francès.
És més conegut per dirigir Vincent Lindon en diverses pel·lícules, sovint reeixides: el drama social Fred (1997), la comèdia dramàtica Ma petite entreprise (1999), la pel·lícula històrica Le Frère du guerrier (2002) i la comèdia romàntica Je crois que je l'aime (2007).

## Biografia

### Joventut
Prové d'una família de quatre persones, Pierre Jolivet és fill dels actors Jacques Jolivet i Arlette Thomas (aquesta última és notablement coneguda per ser la veu de Titi i Calimero) i el germà del còmic Marc Jolivet. La seva germana, Françoise Dasque, i el seu fill, Adrien Jolivet, també són actors.
Va créixer a Maisons-Alfort amb un pare violent. Durant els fets del maig de 1968, va fer espectacles amb Marc a les fàbriques en vaga. Després d'haver estat animadors al Club Med, els dos germans van constituir un duo de pallassos còmics, "Recho et Frigo", que esdevindria molt popular a mitjans dels anys setanta. De 1975 al 1976 va participar en un programa per a joves a TF1, Les Visiteurs de Noël.

### Inicis i revelació (dècada de 1980)
El 1979, Pierre i Marc van escriure i interpretar els papers principals a la pel·lícula Alors... heureux ?, estrenada l'any següent, data de la separació del tàndem.
A la dècada de 1980, Pierre va unir forces amb Luc Besson, a qui va conèixer al plató d'un videoclip: junts van escriure el guió de L'Avant dernier, curtmetratge. de ciència-ficció dirigit per Besson, en la qual Jolivet fa el paper principal. Dos anys més tard, Jolivet i Besson van desenvolupar la trama de L'Avant-dernier en un llargmetratge Le Dernier Combat, premi al millor director i a la millor pel·lícula al XVI Festival Internacional de Cinema Fantàstic de Sitges i premi especial al Festival internacional de cinema fantàstic d'Avoriaz. Després va escriure amb Luc Besson el guió de Subway però les relacions entre ambdós es van deteriorar per diferències amb l'explotació comercial i l'autoria de la pel·lícula. Jolivet va acabar presentant una denúncia contra Besson per. Des d'aleshores, els dos cineastes es mantenen permanentment en desacord.
Pierre Jolivet va començar a dirigir el 1985 amb Strictement personnel, que relata el retorn als seus orígens d'un inspector de policia. La pel·lícula va ser nominada al César a la millor primera pel·lícula. El cineasta continua amb una comèdia de costums Le Complexe du kangourou, amb Clémentine Célarié.
Però va ser amb el seu tercer llargmetratge que va tenir un gran èxit de públic: el thriller Força major, protagonitzat per François Cluzet i Patrick Bruel, el llança de manera definitiva, amb aquesta història de dos homes portats a acceptar una condemna a la presó per salvar el seu millor amic.

### Èxit crític i públic (dècada de 1990)
El director va començar aquesta dècada amb comèdies una mica experimentals: la fantàstica Simple Mortel (1991), on un especialista en llengües antigues rep missatges d'origen desconegut per les ones, donant-li l'ordre d'interpretar estranys. accions; després À l'heure où les grands fauves vont boire (1993), on un home intenta recrear un somni en què aconsegueix seduir una dona que desitja.
Finalment, és reconnectant amb un cinema realista i social que el cineasta torna a connectar amb el gran públic i la crítica: l'any 1997 va estrenar Fred, la història d'un aturat atrapat en un cicle criminal, amb Vincent Lindon al paper principal. Continua amb Decret d'innocència (1998), on un adinerat advocat interpretat per Gérard Lanvin s'enamora d'una clienta jove d'origen modest, interpretada per Virginie Ledoyen.
El 1999, Pierre Jolivet va continuar en la mateixa línia social, però aquesta vegada amb un to més lleuger, signant Ma Petite entreprise, de nou amb Vincent Lindon que aquesta vegada fa el paper d'un cap d'una pime que intenta salvar la seva empresa. Aquesta comèdia dramàtica va ser un autèntic triomf, tant de públic com de crítica, i també va valdre a François Berléand el César al millor actor secundari.

### Comèdies dramàtiques (anys 2000)
El director va aprofitar aquest èxit per engegar un projecte més arriscat: el drama històric Le Frère du guerrier, seguint la història, en un context medieval, d'una jove. (Mélanie Doutey) intentant restaurar la memòria del seu marit (interpretat per Guillaume Canet). Per això, va a la recerca del seu germà, interpretat per Vincent Lindon.
El 2003, el cineasta va tornar a les comèdies dramàtiques: en primer lloc, va signar Filles uniques, portada per Sandrine Kiberlain i Sylvie Testud, de nou una pel·lícula sobre la fraternitat. Després, confia el primer paper d'una comèdia de baix pressupost, Zim and Co., al seu propi fill. La pel·lícula, estrenada discretament el 2005, al 58è Festival Internacional de Cinema de Canes, torna a les històries de joves que busquen el seu lloc, com a Le Complexe du kangourou (1986) i Simple Mortel (1991).
Va tornar al romanç per dirigir per quarta vegada Vincent Lindon i per primera vegada Sandrine Bonnaire a Je crois que je l'aime, estrenada el 2007.
Després, el 2008, va tornar a la comèdia social amb La Très Très Grande Entreprise, que sembla concloure una trilogia de comèdia-drama social, iniciada per Fred (1997) i Ma petite entreprise (1999). Roschdy Zem, Marie Gillain i Jean-Paul Rouve tenen els papers principals del llargmetratge.
Compromès amb l'esquerra, militant per l'excepció cultural francesa, Pierre Jolivet va donar suport a François Bayrou el 2007 i a François Hollande el 2012.

### Drames socials (dècada de 2010)
Durant la dècada de 2010, es va allunyar de les comèdies per dirigir tres drames, tots construïts al voltant d'una parella home/dona: en primer lloc el thriller Mains armées (2011), protagonitzat per Roschdy Zem i Leïla Bekhti ; després el thriller Jamais de la vie (2015), protagonitzat per Olivier Gourmet, juntament amb Valérie Bonneton. Finalment, el drama Les Hommes du feu, que retroba Roschdy Zem associat a Émilie Dequenne.
Va ser el 2019 quan va tornar a la comèdia amb Victor & Célia, amb Arthur Dupont i Alice Belaïdi en els papers del títol. Aquesta és la seva quarta història d'amor, després de la fantàstica pel·lícula À l'heure où les grands fauves vont boire (1993), el melodrama Decret d'innocència (1998) i la comèdia romàntica Je crois que je l'aime (2007).

## Filmografia

### Director
- 1980 : Alors... Heureux ?
- 1985 : Strictement personnel
- 1986 : Le Complexe du kangourou
- 1989 : Força major
- 1991 : Simple Mortel
- 1993 : À l'heure où les grands fauves vont boire
- 1997 : Fred
- 1998 : Decret d'innocència
- 1999 : Ma petite entreprise
- 2002 : Le Frère du guerrier
- 2003 : Filles uniques
- 2005 : Zim and Co.
- 2007 : Je crois que je l'aime
- 2008 : La Très Très Grande Entreprise
- 2011 : Mains armées
- 2015 : Jamais de la vie
- 2017 : Les Hommes du feu
- 2019 : Victor et Célia
- 2023 : Les Algues vertes

### Guionista
- 1980 : Alors... Heureux ?
- 1982 : Le Dernier Combat
- 1985 : Subway
- 1986 : Le Complexe du kangourou
- 1989 : Força major
- 1990 : Fortune Express
- 1997 : Fred
- 1999 : Ma petite entreprise
- 2002 : Le Frère du guerrier
- 2003 : Filles uniques
- 2005 : Zim and Co.
- 2007 : Je crois que je l'aime
- 2008 : La Très Très Grande Entreprise
- 2011 : Mains armées

### Actor
- 1958 : Le Désert de Pigalle de Léo Joannon : Gégé
- 1980 : Alors... Heureux ? de Claude Barrois : Marc Ligot
- 1981 : L'Avant dernier de Luc Besson : L'Home
- 1982 : Le Dernier Combat de Luc Besson : L'Home
- 1997 : Amour et Confusions de Patrick Braoudé
- 2002 : Mon idole de Guillaume Canet : Bertrand Vigneau
- 2005 : Zim and Co. de Pierre Jolivet : El propietari de la casa luxosa

#### Televisió

##### Sèries de televisió
- 1974-1980 : Happy Days : Richie Cunningham (Ron Howard) - 1a veu